# NBA Draft 2017
De NBA Draft 2017 vond plaats op 22 juni 2017 in het Barclays Center in Brooklyn, New York. In twee draft-rondes konden de 30 NBA-teams de rechten verwerven om 60 jonge spelers uit de NCAA college league en het buitenland bij hen te laten tekenen.

## Verloop
De draftloterij op 16 mei 2017 heeft de definitieve volgorde van de selectie bepaald. De 14 ploegen die er in het seizoen 2016/17 niet in slaagden zich voor de play-offs te kwalificeren, namen deel aan deze gewogen loterij. De Brooklyn Nets wonnen de loterij, met een kans van 25,0% om de eerste keus te krijgen, maar staan hun recht op de loterij af aan de Boston Celtics, vóór de Los Angeles Lakers en de Sacramento Kings, die hun recht op de loterij moesten ruilen met de Philadelphia 76ers. Een paar dagen voor de draft kwamen de Celtics en Sixers overeen om hun picks te ruilen. De favorieten voor de eerste pick werden beschouwd als combo guard Markelle Fultz van de Universiteit van Washington en guard Lonzo Ball van UCLA, evenals combo forward Jayson Tatum van Duke University.
Alle spelers die aan de draft deelnamen, moesten geboren zijn vóór 31 december 1998, ongeacht hun middelbareschooldiploma of nationaliteit. Indien zij geen "internationale speler" waren, moest ten minste één jaar zijn verstreken tussen de datum van inschrijving en hun laatste jaar middelbare school.
De eerste keus van de draft was Markelle Fultz, zoals verwacht, met Lonzo Ball en Jayson Tatum daarachter.

## Draft
| Ronde | Pick | Speler              | Positie | Nationaliteit       | Team                   | School / Club             |
| ----- | ---- | ------------------- | ------- | ------------------- | ---------------------- | ------------------------- |
| 1     | 1    | Markelle Fultz      | PG/SG   | Verenigde Staten    | Philadelphia 76ers     | Washington Huskies        |
| 1     | 2    | Lonzo Ball          | PG      | Verenigde Staten    | Los Angeles Lakers     | UCLA Bruins               |
| 1     | 3    | Jayson Tatum        | SF      | Verenigde Staten    | Boston Celtics         | Duke Blue Devils          |
| 1     | 4    | Josh Jackson        | SF      | Verenigde Staten    | Phoenix Suns           | Kansas Jayhawks           |
| 1     | 5    | De'Aaron Fox        | PG      | Verenigde Staten    | Sacramento Kings       | Kentucky Wildcats         |
| 1     | 6    | Jonathan Isaac      | SF/PF   | Verenigde Staten    | Orlando Magic          | Florida State Seminoles   |
| 1     | 7    | Lauri Markkanen     | PF      | Finland             | Minnesota Timberwolves | Arizona Wildcats          |
| 1     | 8    | Frank Ntilikina     | PG      | Frankrijk           | New York Knicks        | SIG Strasbourg            |
| 1     | 9    | Dennis Smith Jr.    | PG      | Verenigde Staten    | Dallas Mavericks       | NC State Wolfpack         |
| 1     | 10   | Zach Collins        | C/PF    | Verenigde Staten    | Sacramento Kings       | Gonzaga Bulldogs          |
| 1     | 11   | Malik Monk          | SG      | Verenigde Staten    | Charlotte Hornets      | Kentucky Wildcats         |
| 1     | 12   | Luke Kennard        | SG      | Verenigde Staten    | Detroit Pistons        | Duke Blue Devils          |
| 1     | 13   | Donovan Mitchell    | SG      | Verenigde Staten    | Denver Nuggets         | Louisville Cardinals      |
| 1     | 14   | Bam Adebayo         | PF/C    | Verenigde Staten    | Miami Heat             | Kentucky Wildcats         |
| 1     | 15   | Justin Jackson      | SF      | Verenigde Staten    | Portland Trail Blazers | North Carolina Tar Heels  |
| 1     | 16   | Justin Patton       | C       | Verenigde Staten    | Chicago Bulls          | Creighton Bluejays        |
| 1     | 17   | D. J. Wilson        | PF/SF   | Verenigde Staten    | Milwaukee Bucks        | Michigan Wolverines       |
| 1     | 18   | T. J. Leaf          | PF      | Israël              | Indiana Pacers         | UCLA Bruins               |
| 1     | 19   | John Collins        | PF      | Verenigde Staten    | Atlanta Hawks          | Wake Forest Demon Deacons |
| 1     | 20   | Harry Giles         | PF/C    | Verenigde Staten    | Portland Trail Blazers | Duke Blue Devils          |
| 1     | 21   | Terrance Ferguson   | SG      | Verenigde Staten    | Oklahoma City Thunder  | Adelaide 36ers            |
| 1     | 22   | Jarrett Allen       | C       | Verenigde Staten    | Brooklyn Nets          | Texas Longhorns           |
| 1     | 23   | OG Anunoby          | SF      | Verenigd Koninkrijk | Toronto Raptors        | Indiana Hoosiers          |
| 1     | 24   | Tyler Lydon         | PF      | Verenigde Staten    | Utah Jazz              | Syracuse Orange           |
| 1     | 25   | Anžejs Pasečņiks    | C       | Letland             | Orlando Magic          | CB Gran Canaria           |
| 1     | 26   | Caleb Swanigan      | PF      | Verenigde Staten    | Portland Trail Blazers | Purdue Boilermakers       |
| 1     | 27   | Kyle Kuzma          | PF      | Verenigde Staten    | Los Angeles Lakers     | Utah Utes                 |
| 1     | 28   | Tony Bradley        | PF/C    | Verenigde Staten    | Brooklyn Nets          | North Carolina Tar Heels  |
| 1     | 29   | Derrick White       | PG/SG   | Verenigde Staten    | San Antonio Spurs      | Colorado Buffaloes        |
| 1     | 30   | Josh Hart           | SG      | Verenigde Staten    | Utah Jazz              | Villanova Wildcats        |
| 2     | 31   | Frank Jackson       | PG      | Verenigde Staten    | Charlotte Hornets      | Duke Blue Devils          |
| 2     | 32   | Davon Reed          | SG      | Verenigde Staten    | Phoenix Suns           | Miami Hurricanes          |
| 2     | 33   | Wes Iwundu          | SF      | Verenigde Staten    | Orlando Magic          | Kansas State Wildcats     |
| 2     | 34   | Frank Mason III     | PG      | Verenigde Staten    | Sacramento Kings       | Kansas Jayhawks           |
| 2     | 35   | Ivan Rabb           | PF      | Verenigde Staten    | Orlando Magic          | California Golden Bears   |
| 2     | 36   | Jonah Bolden        | PF      | Australië           | Philadelphia 76ers     | KK Rode Ster Belgrado     |
| 2     | 37   | Semi Ojeleye        | SF/PF   | Verenigde Staten    | Boston Celtics         | SMU Mustangs              |
| 2     | 38   | Jordan Bell         | PF      | Verenigde Staten    | Chicago Bulls          | Oregon Ducks              |
| 2     | 39   | Jawun Evans         | PG      | Verenigde Staten    | Philadelphia 76ers     | Oklahoma State Cowboys    |
| 2     | 40   | Dwayne Bacon        | SG      | Verenigde Staten    | New Orleans Pelicans   | Florida State Seminoles   |
| 2     | 41   | Tyler Dorsey        | SG      | Griekenland         | Atlanta Hawks          | Oregon Ducks              |
| 2     | 42   | Thomas Bryant       | PF      | Verenigde Staten    | Utah Jazz              | Indiana Hoosiers          |
| 2     | 43   | Isaiah Hartenstein  | PF/C    | Duitsland           | Houston Rockets        | BC Žalgiris Kaunas        |
| 2     | 44   | Damyean Dotson      | SG      | Verenigde Staten    | New York Knicks        | Houston Cougars           |
| 2     | 45   | Dillon Brooks       | SF      | Canada              | Houston Rockets        | Oregon Ducks              |
| 2     | 46   | Sterling Brown      | SG      | Verenigde Staten    | Philadelphia 76ers     | SMU Mustangs              |
| 2     | 47   | Ike Anigbogu        | C       | Verenigde Staten    | Indiana Pacers         | UCLA Bruins               |
| 2     | 48   | Sindarius Thornwell | SG      | Verenigde Staten    | Milwaukee Bucks        | South Carolina Gamecocks  |
| 2     | 49   | Vlatko Čančar       | SF      | Slovenië            | Denver Nuggets         | KK Mega Leks              |
| 2     | 50   | Mathias Lessort     | PF/C    | Frankrijk           | Philadelphia 76ers     | Nanterre 92               |
| 2     | 51   | Monté Morris        | PG      | Verenigde Staten    | Denver Nuggets         | Iowa State Cyclones       |
| 2     | 52   | Edmond Sumner       | PG      | Verenigde Staten    | New Orleans Pelicans   | Xavier Musketeers         |
| 2     | 53   | Kadeem Allen        | SG      | Verenigde Staten    | Boston Celtics         | Arizona Wildcats          |
| 2     | 54   | Alec Peters         | SF      | Verenigde Staten    | Phoenix Suns           | Valparaiso Crusaders      |
| 2     | 55   | Nigel Williams-Goss | PG      | Verenigde Staten    | Utah Jazz              | Gonzaga Bulldogs          |
| 2     | 56   | Jabari Bird         | SG      | Verenigde Staten    | Boston Celtics         | California Golden Bears   |
| 2     | 57   | Sasha Vezenkov      | PF      | Bulgarije           | Brooklyn Nets          | FC Barcelona Bàsquet      |
| 2     | 58   | Ognjen Jaramaz      | PG      | Servië              | New York Knicks        | KK Mega Leks              |
| 2     | 59   | Jaron Blossomgame   | SF      | Verenigde Staten    | San Antonio Spurs      | Clemson Tigers            |
| 2     | 60   | Alpha Kaba          | PF/C    | Frankrijk           | Atlanta Hawks          | KK Mega Leks              |

1947 · 1948 · 1949 · 1950 · 1951 · 1952 · 1953 · 1954 · 1955 · 1956 · 1957 · 1958 · 1959 · 1960 · 1961 · 1962 · 1963 · 1964 · 1965 · 1966 · 1967 · 1968 · 1969 · 1970 · 1971 · 1972 · 1973 · 1974 · 1975 · 1976 · 1977 · 1978 · 1979 · 1980 · 1981 · 1982 · 1983 · 1984 · 1985 · 1986 · 1987 · 1988 · 1989 · 1990 · 1991 · 1992 · 1993 · 1994 · 1995 · 1996 · 1997 · 1998 · 1999 · 2000 · 2001 · 2002 · 2003 · 2004 · 2005 · 2006 · 2007 · 2008 · 2009 · 2010 · 2011 · 2012 · 2013 · 2014 · 2015 · 2016 · 2017 · 2018 · 2019 · 2020 · 2021 · 2022 · 2023 · 2024